# 31839 Depinto
31839 Depinto è un asteroide della fascia principale. Scoperto nel 2000, presenta un'orbita caratterizzata da un semiasse maggiore pari a 2,3854169 UA e da un'eccentricità di 0,1246480, inclinata di 1,63351° rispetto all'eclittica.